# 让-保罗·伯尼奥
让-保罗·伯尼奥（法語：Jean-Paul Beugnot，1931年6月25日—2001年2月7日），法国职业篮球运动员和教练。他曾代表法国国家队参加1952年夏季奥运会、1956年夏季奥运会和1960年夏季奥运会男子篮球比赛，分别获得第八名、第四名和第十名。1991年，他入选了FIBA50大巨星。2004年，他入选了法国篮球名人堂。